# Vincent Kigosi
Vincent Kigosi (16 de mayo de 1980) es un actor y cineasta tanzano. Conocido en el ambiente cinematográfico del país africano como Ray, inició su carrera en el año 2000 y ha figurado en producciones como Sikitiko Langu, Oprah, Johari y Danger Zone. Junto con la actriz Blandina Chagula, Kigosi fundó la productora RJ Company.